# Yūsuke Imai
Yūsuke Imai (jap. 今井 裕介 Imai Yūsuke; * 20. September 1977 in Usuda) ist ein ehemaliger japanischer Eisschnellläufer und Shorttracker.

## Werdegang
Imai begann seine Karriere im Shorttrack, wobei er bei den Teamweltmeisterschaften 1993 in Budapest den vierten Platz und bei den Teamweltmeisterschaften 1994 in Cambridge den fünften Platz errang. Bei den Weltmeisterschaften 1995 in Gjøvik belegte er den 18. Platz über 1500 m, den siebten Rang über 500 m und den fünften Platz über 1000 m. Zudem gewann er dort die Bronzemedaille mit der Staffel. Im Eisschnelllauf wurde er zweimal japanischer Juniorenmeister im Kleinen-Vierkampf und holte bei den Juniorenweltmeisterschaften 1995 in Seinäjoki die Bronzemedaille im Kleinen-Vierkampf. In der Saison 1995/96 nahm er in Milwaukee erstmals am Eisschnelllauf-Weltcup teil, wobei er in der B-Gruppe den ersten Platz über 1500 m errang und lief bei den Juniorenweltmeisterschaften 1996 in Calgary auf den sechsten Platz im Kleinen-Vierkampf. Bei den Winter-Asienspielen 1996 in Harbin gewann er über 1000 m und 1500 m jeweils die Goldmedaille. Im folgenden Jahr wurde er bei den Juniorenweltmeisterschaften in Butte Fünfter im Kleinen-Vierkampf. In der Saison 1997/98 belegte er bei den Olympischen Winterspielen 1998 in Nagano den 16. Platz über 1500 m sowie den 11. Rang über 1000 m und bei den Einzelstreckenweltmeisterschaften 1998 in Calgary den 11. Platz über 1000 m. In den folgenden Jahren lief er bei den Einzelstreckenweltmeisterschaften 1999 in Heerenveen auf den zehnten Platz über 1500 m, bei den Einzelstreckenweltmeisterschaften 2000 in Nagano auf den 12. Platz über 1500 m sowie auf den 11. Rang über 1000 m, bei der Sprintweltmeisterschaft 2001 in Inzell auf den 16. Platz im Sprint-Mehrkampf und bei den Einzelstreckenweltmeisterschaften 2001 in Salt Lake City auf den siebten Platz über 1000 m sowie auf den fünften Rang über 1500 m. In der Saison 2001/02 kam er mit sechs Top-Zehn-Platzierungen auf den zehnten Platz in der Weltcupwertung über 1000 m und bei der Sprintweltmeisterschaft 2002 in Hamar auf den 14. Platz im Sprint-Mehrkampf. Beim Saisonhöhepunkt, den Olympischen Winterspielen 2002 in Salt Lake City, belegte er den 34. Platz über 1500 m und den 15. Rang über 1000 m.
In der folgenden Saison errang Imai bei der Sprintweltmeisterschaft 2003 in Calgary den 14. Platz im Sprint-Mehrkampf, bei den Einzelstreckenweltmeisterschaften 2003 in Berlin den 11. Platz über 1000 m und bei den Winter-Asienspielen 2003 in Hachinohe jeweils den fünften Platz über 1000 m und 1500 m. Bei der Sprintweltmeisterschaft im folgenden Jahr in Nagano kam er auf den 15. Platz im Sprint-Mehrkampf. In der Saison 2004/05 erreichte er mit Platz zwei über 1000 m in Nagano seine erste Podestplatzierung im Weltcup und mit dem siebten Platz in der Weltcupwertung über 1000 m seine beste Gesamtplatzierung. Bei den Einzelstreckenweltmeisterschaften 2005 in Inzell wurde er Neunter über 1000 m. In der Saison 2005/06 kam er in Turin mit dem zweiten Platz über 1000 m sowie in Klobenstein mit dem dritten Rang über 1000 m letztmals im Weltcup aufs Podest und absolvierte dort seinen letzten Weltcup, welchen er auf dem 12. Platz über 500 m beendete. Beim Saisonhöhepunkt, den Olympischen Winterspielen 2006 in Turin, belegte er den 34. Platz über 1500 m und den 20. Rang über 1000 m.
Imai wurde zweimal japanischer Meister über 1500 m (2001, 2006) und einmal über 1000 m (2006).

## Erfolge

### Olympische Spiele
- 1998 Nagano: 11. Platz 1000 m, 16. Platz 1500 m
- 2002 Salt Lake City: 15. Platz 1000 m, 34. Platz 1500 m
- 2006 Turin: 20. Platz 1000 m, 34. Platz 1500 m

### Einzelstreckenweltmeisterschaften
- 1998 Calgary: 11. Platz 1000 m
- 1999 Heerenveen: 10. Platz 1500 m
- 2000 Nagano: 11. Platz 1000 m, 12. Platz 1500 m
- 2001 Salt Lake City: 5. Platz 1500 m, 7. Platz 1000 m
- 2003 Berlin: 11. Platz 1000 m
- 2005 Inzell: 9. Platz 1000 m

### Sprintweltmeisterschaften
- 2001 Inzell: 16. Platz Sprint-Mehrkampf
- 2002 Hamar: 14. Platz Sprint-Mehrkampf
- 2003 Calgary: 14. Platz Sprint-Mehrkampf
- 2004 Nagano: 15. Platz Sprint-Mehrkampf
- 2006 Heerenveen: 12. Platz Sprint-Mehrkampf

### Winter-Asienspiele
- 1996 Harbin: 1. Platz 1000 m, 1. Platz 1500 m
- 2003 Hachinohe: 5. Platz 1000 m, 5. Platz 1500 m

### Shorttrack-Weltmeisterschaften
- 1995 Gjøvik: 3. Platz Staffel, 5. Platz 1000 m, 7. Platz 500 m, 18. Platz 1500 m

### Teamweltmeisterschaften
- 1993 Budapest: 4. Platz
- 1994 Cambridge: 5. Platz

## Persönliche Bestzeiten im Eisschnelllauf
| Disziplin | Zeit         | Datum             | Ort            |
| --------- | ------------ | ----------------- | -------------- |
| 500 m     | 35,46 s      | 18. März 2001     | Calgary        |
| 1000 m    | 1:08,47 min  | 20. November 2005 | Salt Lake City |
| 1500 m    | 1:45,49 min  | 15. März 2001     | Calgary        |
| 3000 m    | 3:58,77 min  | 15. März 1998     | Calgary        |
| 5000 m    | 7:04,62 min  | 16. Dezember 2001 | Nagano         |
| 10.000 m  | 14:40,34 min | 4. Januar 1998    | Nagano         |